# Semifreddo
Semifreddo (mot italien signifiant « mi froid ») est le nom donné à une famille de desserts glacés, typiquement italiens, que l'on appelle aussi parfaits, en français. En espagnol, un tel dessert est appelé semifrío,.

## Caractéristiques
Proche d'une crème glacée, dont il se différencie par la quantité et la qualité des ingrédients et par la souplesse de sa consistance, il est servi moins froid, d'où son nom. L'ingrédient principal du semifreddo est généralement la crème glacée, dans laquelle on peut incorporer de la génoise, des amaretti, de la nougatine et des fruits confits.
Le chef italien Marco Guarnaschelli Gotti, dans son ouvrage, Grande enciclopedia illustrata della gastronomia, préconise une composition formée par une crème de base (à laquelle s'ajoutent parfois des substances aromatisantes et les ingrédients qui le caractérisent), et par une meringue italienne, ainsi que de la crème fouettée. La meringue ne doit pas être congelée, car sa fonction est de réguler la consistance du dessert en le rendant plus souple.
Cette famille de desserts comprend, entre autres, le zuccotto, la coviglia, la panera, la viennetta, et le spumone. Sa consistance crémeuse ressemble au parfait français.
En France, dans la première moitié du XXe siècle, les desserts glacés italiens suscitent l'enthousiasme, et ceux composés de couches de divers parfums et servis en tranche se nomment alors « tranche napolitaine ».